# Áp xe phổi
Áp xe phổi là một dạng hoại tử hóa lỏng của mô phổi và hình thành các lỗ sâu (hơn 2 cm)  có chứa mảnh vụn hoại tử hoặc chất lỏng do nhiễm vi khuẩn.
Khoang chứa mủ này thường được gây ra bởi hút khí, có thể xảy ra trong quá trình gây mê, an thần hoặc bất tỉnh do chấn thương. Nghiện rượu là tình trạng phổ biến nhất dẫn đến áp xe phổi.
Áp xe phổi được coi là nguyên phát (60% ) khi nó xuất phát từ quá trình nhu mô phổi hiện tại và được gọi là thứ phát khi nó làm biến chứng của một quá trình khác, ví dụ như thuyên tắc mạch máu hoặc sau khi vỡ áp xe ngoài phổi lan vào phổi.

## Dấu hiệu và triệu chứng
Khởi phát các triệu chứng thường từ từ, nhưng trong viêm phổi do tụ cầu khuẩn hoại tử hoặc gram âm, bệnh nhân có thể bị bệnh nặng. Triệu chứng gồm ho, sốt với run rẩy và đổ mồ hôi đêm thường xuyên. Ho có thể tạo ra các mùi hôi mủ nhầy (≈70%) hoặc ho ra máu trong một phần ba số trường hợp). Những người bị ảnh hưởng cũng có thể phàn nàn về đau ngực, khó thở, mất năng lượng và các đặc điểm khác của bệnh mãn tính.
Những người bị áp xe phổi nói chung là sụt cân, yếu sức khi được kiểm tra. Ngón tay dùi trống có mặt ở một phần ba số bệnh nhân. Sâu răng là phổ biến đặc biệt là ở người nghiện rượu và trẻ em. Khi kiểm tra ngực sẽ có các triệu chứng củng cố như tiếng âm ỉ trong ngực và âm thanh hơi thở phế quản.